# Quaternaire
Pour les articles homonymes, voir Quaternaire (homonymie).
Stratigraphie
Néogène
Subdivisions
- Pléistocène
- Holocène

Paléogéographie et climat
Contexte géodynamique
- 2,8 Ma : mise en place de l'isthme de Panama[3] (grand échange faunique interaméricain)

Faune et flore
Évolution
- 300 000 ans : premiers fossiles connus d'Homo sapiens en Afrique[4]

Le Quaternaire est la troisième et dernière période géologique de l'ère du Cénozoïque, après le Paléogène et le Néogène. C'est la plus récente sur l'échelle des temps géologiques et elle est toujours en cours. Cette période se caractérise par le cycle des glaciations, la radiation évolutive du genre Homo en Afrique et en Eurasie, et l'extinction de la mégafaune en fin de période sur presque tous les continents. Un « quaternariste » est un géologue spécialisé dans cette période.

## Définition et subdivisions

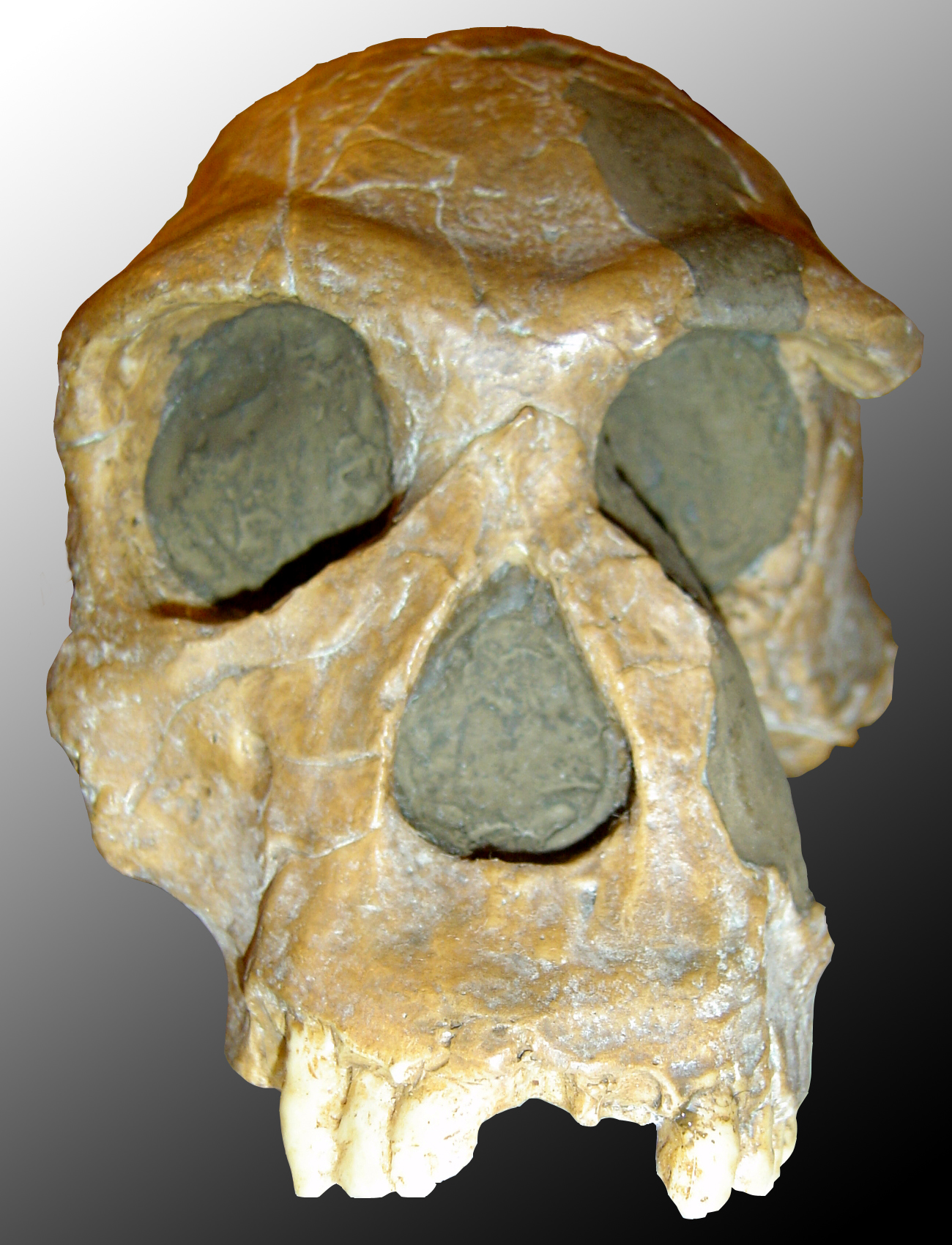
Homo habilis : le Quaternaire est marqué par la radiation évolutive du genre Homo.

Le Quaternaire commence approximativement au moment de la mise en place de la calotte glaciaire arctique (au Groenland) et du démarrage des cycles glaciaires sur la planète. Le stratotype de la base du Quaternaire et du Pléistocène est celui du Gélasien. Il se situe dans la coupe stratigraphique de Monte San Nicola, près de Gela, en Sicile, et est daté de 2,588 Ma. Le début du Quaternaire correspond ainsi plus ou moins à l'inversion paléomagnétique qui marque la limite entre les périodes magnétiques de Gauss et de Matuyama, plus vieille de 20 000 ans.
Le Quaternaire voit la radiation évolutive du genre Homo en Afrique et en Eurasie — et non pas son émergence, qui remonte à la fin du Pliocène —, et l'extinction de la mégafaune en fin de période sur presque tous les continents.
Le Quaternaire est subdivisé en deux époques géologiques :
- le Pléistocène (2,588 Ma à 11 700 ans AP) ;
- l'Holocène (11 700 ans AP à aujourd'hui)[7],[8].

## Historique

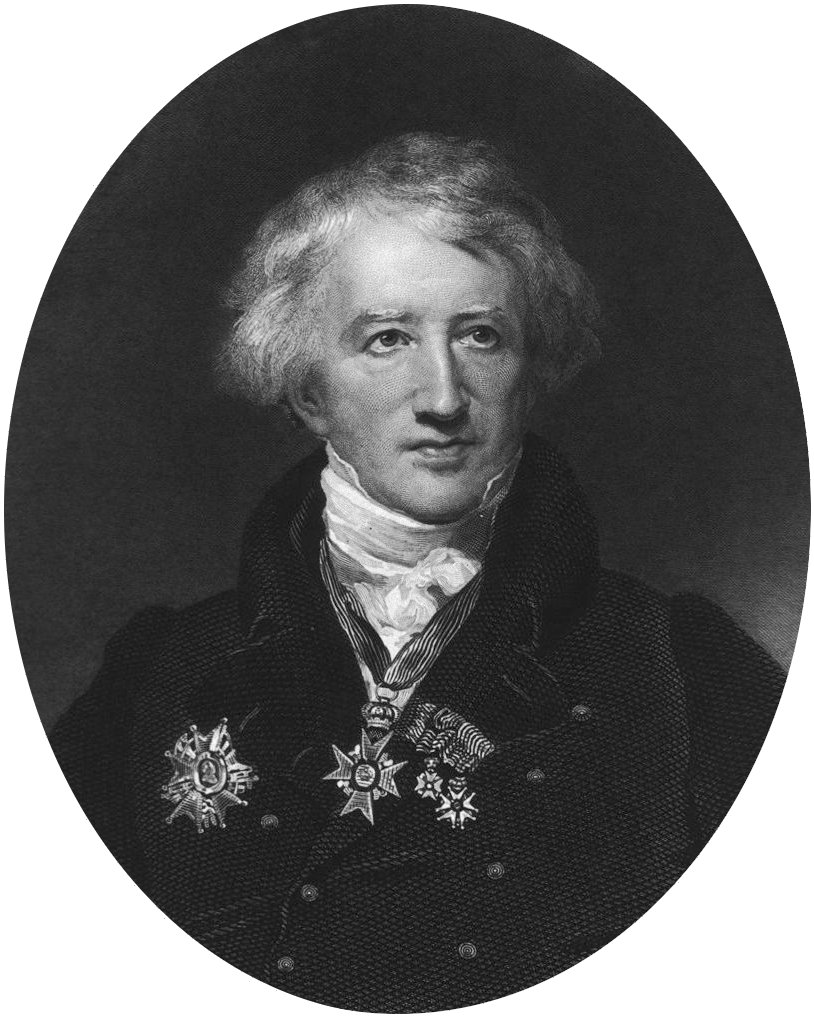
Georges Cuvier

Le premier scientifique à étudier le Quaternaire fut Georges Cuvier, un scientifique français, au cours du XIXe siècle. L'étude du Quaternaire a débuté à la fin du XVIIIe siècle, mais il a fallu attendre le XXe siècle pour qu'elle commence vraiment à se développer, quand de nombreuses sous-disciplines importantes de la science du Quaternaire, comme la paléoécologie, la paléontologie et la paléoclimatologie, sont apparues comme des approches utiles pour mettre en évidence et comprendre ce qui liait les changements de l'environnement et l'histoire de la planète Terre au cours du Quaternaire,.
La dénomination « Quaternaire » a été proposée par Jules Desnoyers en 1829 pour qualifier des formations géologiques, à partir de l'analyse des sédiments du bassin de la Seine, qui semblaient plus jeunes que les roches du Tertiaire.
Avant l'apparition des méthodes de datation absolue, les débats à propos du début du Quaternaire se focalisaient surtout sur ce que devait être le caractère distinctif du Quaternaire : apparition de l'Homme ou refroidissement climatique global. La limite inférieure de la période a fait l'objet de nombreux débats scientifiques et restait difficile à préciser, car plusieurs marqueurs de froid peuvent être utilisés (donnant une limite inférieure comprise entre environ 2,6 et 1,5 million d'années).
En 1948, au 18e Congrès international de géologie à Londres, la limite Pliocène-Pléistocène fut déterminée en accord avec les règles de la stratigraphie. La base du Calabrien, dans l'aire de sédimentation marine du sud de l'Italie, fut désignée. Ce choix plaçait la base du Quaternaire à hauteur des premiers refroidissements en mer Méditerranée, mais aussi à hauteur de l'apparition des premiers outils fabriqués par l'Homme connus à l'époque. Le stratotype de cette limite fut choisi au début des années 1980 à Vrica et entériné par l'Union internationale des sciences géologiques en 1983. Le stratotype de Vrica, daté de 1,806 Ma, correspond à un changement rapide de faune marine dû à un refroidissement important des eaux de la mer Méditerranée, ainsi qu'à la fin approximative de l'épisode paléomagnétique d'Olduvaï.
Après de longues discussions, un vieillissement de la base du Quaternaire à 2,588 Ma a été ratifié par l'Union internationale des sciences géologiques le 29 juin 2009. Cette nouvelle limite fait coïncider le début du Pléistocène (époque initiale du Quaternaire) avec le début du Gélasien. Cet étage a ainsi été transféré du Pliocène vers le Pléistocène.
Bien que la Commission internationale de stratigraphie ait proposé d'étendre le Néogène jusqu'à nos jours en y incluant le Pléistocène et l'Holocène, l'échelle des temps géologiques a conservé ces deux époques géologiques dans le Quaternaire, qui est ainsi devenu ainsi la troisième période géologique du Cénozoïque.

## Champs de recherche et objectif de la science du Quaternaire
L'un des champs de recherche dans lesquels la science du Quaternaire a joué un rôle central est celui de l'archéologie préhistorique, en fournissant un cadre précis aux paléoanthropologues et préhistoriens leur permettant d'interpréter certaines données de terrain,.
C'est un champ de recherche en évolution rapide : de nouveaux outils y apparaissent régulièrement (nouvelle technique de datation, nouvelle façon d'analyser une moindre quantité de radiocarbone, etc.). La science du Quaternaire est au croisement de plusieurs disciplines : géographie, biologie, chimie et physique,.
Le but de la science du Quaternaire est notamment de comprendre ce qui s'est passé pendant les périodes glaciaires. La compréhension du fonctionnement des écosystèmes actuels exige en effet de connaître leur histoire. Et l'établissement de prévisions sur les changements climatiques futurs et leurs effets sur les écosystèmes requiert d'étudier les changements comparables qui se sont produits dans le passé.

## Revues scientifiques
- Boreas – An international Journal of Quaternary Research (en)
- Geografiska Annaler (en) (seul le titre est en suédois)
- Journal of Quaternary Science (en)
- Quaternary Geochronology (en)
- Quaternary International
- Quaternary Research
- Quaternary Science Reviews (en)
- The Quaternary Times